# X戰警：金鋼狼
《X戰警：金鋼狼》（英語：X-Men Origins: Wolverine）是一部於2009年上映的美國超級英雄電影，改编自漫威漫畫旗下的同名超級英雄金鋼狼的故事，本片是X戰警電影系列的第四部電影作品，由蓋文·胡德執導，大衛·班紐夫編劇，並由休·傑克曼、李佛·薛伯、萊恩·雷諾斯、琳恩·柯林斯、丹尼·休斯頓、泰勒·克奇及丹尼爾·翰尼主演。本片為《X戰警系列電影》的前傳，講述金鋼狼的誕生和起源。本片主要在新奧爾良地區拍攝，北美地區於5月1日上映，英國、香港與台灣則皆在4月29日提前首映。
續集《金鋼狼：武士之戰》於2013年7月26日上映。

## 劇情
1845年，居住於加拿大艾伯塔省的男孩詹姆斯·赫利特目睹父親被家中的園丁湯瑪斯·羅根基於嫉妒而槍殺，受憤怒引導而激發出體內的變種基因，兩手的拳頭之間分別伸出三根堅硬的骨爪，並使用骨爪當場殺死湯瑪斯。然而詹姆斯最後卻被告知湯瑪斯才是自己的生父，絕望之下僅能與他同父異母的哥哥維克多·克里德離開家中。兄弟倆從此相依為命，依靠他們與生俱來的自癒能力共同經歷美國内戰、第一次和第二次世界大戰以及越南戰爭。但在越南戰爭時，維克多的獸性逐漸失控，不慎誤殺長官而與詹姆斯共同被判槍決，由於還是無法被殺死，兄弟倆被判處終身監禁。直到一名少校威廉·史崔克提議兄弟倆為他賣命，正式加入由多數變種人所組成的「X小隊」。
兄弟倆會見隊中其他變種人成員：槍法精準的特工零號、善用兩把武士刀的韋德·威爾森、行動如同幽靈的约翰·雷斯、皮膚無堅不摧的佛萊德·杜克斯以及能夠自由遙控電器的克里斯·布拉德利。詹姆斯如今用父親的姓名取的軍用代號「羅根」，與維克多加入小隊度過幾年，但在非洲尋找某種稀有物質的任務中，羅根看不慣隊伍不擇手段、草菅人命的程度，不理會維克多後離開眾人。六年後，羅根回到加拿大當一名木匠，跟他的女友凱拉過著舒適又幸福的日子，直到史崔克和零號回來見他，表明維克多相繼殺死韋德和布拉德利，希望羅根能歸隊制止他，但羅根還是拒絕再次為他賣命。
不久後，羅根聞到維克多的氣味，跟著味道在森林道路旁找到凱拉的屍體。憤怒的羅根和維克多正面交鋒卻重傷落敗，史崔克前來稱他會給他打敗維克多的武器，羅根便跟隨史崔克來到阿爾克萊湖旁的軍事基地。史崔克稱他已經將在非洲尋獲的物質研發成一種堪稱金剛不壞的特殊金屬亞德曼金屬，讓羅根接受了將液態金屬注入他體內的骨骼的痛苦手術。羅根全身被注入液態金屬後一度停止心跳，卻因為對凱拉的思戀而再次復活，讓周圍觀看的軍方代表們感到難以置信。然而，羅根聽見史崔克打算將他清除記憶作為武器使用的真正目的後，利用他兩手被注入液態金屬所形成的金剛爪脫離手術艙逃出基地，逃亡至附近的一個農場後被一對老夫妻收留。但奉命殺他的零號殺害老夫妻後率軍追趕他，羅根騎摩托車使他的直升機墜毀後，靠點燃燃油讓零號葬身火海。
羅根來到美國加州拉斯維加斯找到約翰和杜克斯，並試圖從如今因暴食症而肥胖無比的杜克斯的口中問出一些情報，被迫和他打一場拳擊後問出史崔克在一座島上對一群變種人進行實驗。杜克斯供出有一位人稱「金牌手」的變種人逃出去過，羅根便和隨行的約翰動身來到新奧爾良找到金牌手。約翰注意到維克多後得知他已經殺死杜克斯，和維克多交戰的同時也遭他殺害。而金牌手誤以為羅根是史崔克的人便對他發起攻擊，羅根被打到外面時剛巧遇到維克多，卻因為金牌手的介入導致維克多跑掉。羅根被迫打敗金牌手才說服他帶他去史崔克位於三哩島核電廠島上的實驗室中。
羅根獨自進實驗室見到史崔克，但同時發現凱拉還活著，並得知她同樣身為變種人，還是史崔克的間諜。羅根惱羞成怒下離開，凱拉只請求史崔克釋放她的變種人妹妹，但史崔克出爾反爾，同時拒絕維克多接受金屬手術，僅因其身體自癒能力無法撐過手術。憤怒的維克多準備殺死凱拉，羅根聽到她的尖叫聲後選擇回去救她，將維克多推至樓下摔昏。兩者釋放所有被史崔克囚禁的年輕變種人，但守衛放槍使凱拉身中一槍。凱拉的妹妹艾瑪·佛斯特以及能從眼睛發射激光的史考特·桑瑪斯帶領其他變種人，跟著大腦中的聲音走，最後集體被前來拯救他們的查爾斯·賽維爾接至安全地方。
為了對付羅根，史崔克啟動他的傑作「十一號武器」：經過人體改造再由多數變種人的基因所融合的韋德；其結合多種變種能力而讓羅根一人無法對敵。維克多回來協助羅根，稱這次幫忙只是不會讓任何人捷足先登殺死羅根；兩兄弟在背靠背的合作之下，羅根成功將韋德斬首，使他的屍體掉進反應爐中造成坍塌。維克多離開後，史崔克對羅根的頭部擊中兩槍，使羅根的大腦受損而失去所有記憶。凱拉靠她的觸碰催眠能力操縱史崔克的心智，命令他要一直走路走到雙腳流血為止，而史崔克開始徐徐向前走後。凱拉隨後死於胸口槍傷，失憶的羅根剛清醒，透過他脖子上的軍牌得知自己名叫羅根，發現凱拉的屍體後卻無法認出她，跟金牌手分道揚鑣後，趁軍方到達前獨自逃離島嶼。
依然走在路上的史崔克被幾名到來的軍方劫住，稱他們為了要調查蒙森將軍的死，要對他單獨進行審訊。而在倒塌的核電站中，原本被斬首的韋德，身體開始再次重組起來。另一邊，身在日本的羅根在一家酒吧喝酒時，對他面前的酒吧女說他要靠喝酒來回憶過去。

## 演員
| 演員                                            | 角色                                                               | 角色介紹 |
| 休·傑克曼 Hugh Jackman                          | 「金鋼狼」詹姆士·「羅根」·豪利特 James "Logan" Howlett / Wolverine | 出生於十九世紀加拿大西北地方的男孩，曾多次參與戰爭，變種的能力是身體快速自癒以及使生長在手指骨與骨之間的骨爪伸出來。對任何人都富有同情，因此看不慣殺人放火的事情。由特洛伊·希文飾演童年時期。 |
| 李佛·薛伯 Liev Schreiber                        | 「劍齒虎」維克多·克里德 Victor Creed / Sabretooth                  | 羅根的同父異母兄長與戰友，一直被金鋼狼信任，但他們兄弟倆後期開始反目成仇，成為宿敵。變種能力為指甲變長並堅韌化，同時也有著快速自癒能力，但比羅根稍弱。                                        |
| 丹尼·休斯頓 Danny Huston                        | 威廉·史崔克 William Stryker                                        | 美軍少校，X小隊的召集者。表面上將變種人編成特種部隊在第三世界進行搜查任務，實際目的是獲得變種人基因的操作手段。                                                                               |
| 琳恩·柯林斯 Lynn Collins                        | 「銀狐」凱拉 Kayla / Silver Fox                                    | 羅根在加拿大認識的女友，其「金鋼狼」一名是由她提出。而她實際上也是一名變種人，能力是透過肢體碰觸來控制他人心靈。                                                                              |
| 萊恩·雷諾斯 Ryan Reynolds 史考特·阿金斯（替身） | 韋德·威爾森 Wade Wilson                                            | X小隊成員，武器為雙把武士刀並以迅速的斬擊戰鬥，身手相當敏捷，美中不足的是喜歡說話說個不停。後被威廉·史崔克改造成變種人武器的「十一號武器／死侍」（Weapon XI / Deadpool）。                    |
| 泰勒·克奇 Taylor Kitsch                         | 「金牌手」雷米·勒博 Remy LeBeau / Gambit                           | 一名賭場騙徒，曾被史崔克抓去做實驗卻幸運地從基地逃出，能力是把能量集中在物體上使其具有強大破壞力，武器是撲克牌操縱術及長棍。                                                                  |
| 丹尼爾·翰尼 Daniel Henney                       | 「特工零號」大衛·諾斯 David North / Agent Zero                     | X小隊成員，隊伍解散之後依然待在史崔克手下工作，是一位冷靜嗜殺的男人。能力是絕佳的動態視力及槍械的操作技巧。                                                                                   |
| 小威廉·亞當斯 Will.i.am                         | 「幽影」约翰·雷斯 John Wraith / Kestrel                            | X小隊成員，和羅根是舊識，具備來無影去無蹤的瞬間移動能力。 |
| 凱文·杜蘭 Kevin Durand                          | 「大塊頭」佛萊德·杜克斯 Fred J. Dukes / The Blob                   | X小隊成員，能力是坚硬的皮肤。隊伍解散之後和約翰一起住在拉斯维加斯，並因為飲食失控而變得巨肥。                                                                                                 |
| 多米尼克·莫納漢 Dominic Monaghan                | 「螺栓」克里斯·布拉德利 Chris Bradley / Bolt                       | X小隊成員，具备能夠自由地操縱電力和任何電器的能力。 |
| 提姆·波科克 Tim Pocock                          | 「獨眼龍」史考特·薩默斯 Scott Summers                              | 一位的年輕的變種人，眼睛能發射出高能激光，因此一直戴太陽鏡抑制住。 |
| 塔希娜·陶茲 Tahyna Tozzi                        | 艾瑪·佛斯特 Emma Frost                                             | 凱拉的妹妹，能力獨特的女變種人，具備著皮膚能鑽石化防禦的能力。 |
| 派崔克·史都華 Patrick Stewart                   | 「X教授」查爾斯·賽維爾 Charles Xavier / Professor X                | 對變種人有博大同情的強大變種人，用心電感應指引被史崔克抓去的變種人逃脫，其後以影像塑造的形式出現。                                                                                            |

## 與《X戰警系列電影》的衝突

### X戰警
- 本片中，劍齒虎為羅根的同父異母兄長，可是在2000年電影《X戰警》中卻沒有此設定，亦沒有被提及。

### X戰警2
- 本片中，羅根被注入亞德曼金屬，因而被改造成金鋼狼，和2003年電影《X戰警2》的場景十分不同
- 本片中，威廉·史崔克的基地在美國三哩島核電廠，在《X戰警2》中卻是在加拿大阿爾克萊湖裡。

## 製作

### 籌備
開展電影拍攝計劃長達將近三年，於2004年10月始雇用同為漫畫書迷大衛·班尼歐夫撰寫劇本。準備編劇期間，一再閱讀巴瑞·史密斯1991年的「Weapon X」故事，以及X戰警系列作者克里斯·克雷蒙和法蘭克·米勒的1982年期限系列裡的角色與他喜愛的故事情節。休·傑克曼演員身為監製參與劇本，想比以往X戰警電影添進更多新的角色。編劇大衛想走向「更加著重黑暗面，並且更加殘酷的」故事，以電影分級R級的標準去構思劇本，雖然影片的最後調性仍取決於導演和片商，而休·傑克曼認為沒有必要將電影製作為R級。
2003年新線影業曾計畫拍攝死侍獨立於系列的角色電影，由萊恩·雷諾斯和大衛·S·高耶演出，但因當時著重於《刀鋒戰士3》宣傳製作，而放棄此拍攝企劃。休·傑克曼認為新增角色可增添趣味，而大衛·班尼歐夫也將此角寫入劇本，不過會稍微偏離一些原著設定。同樣，金牌手是本為X戰警系列電影早欲加入的角色，休·傑克曼喜愛金牌手，因為他就像金鋼狼個性般是個「我行我素」的人，角色定位同等於X戰警三部曲裡金鋼狼和火狂微妙關係。大衛·艾亞對劇本作出貢獻，大衛·班尼歐夫在2006年10月完成了劇本草稿，因休·傑克曼2007年忙於攝製《澳大利亞》，而使電影延遲一年進行製作。
蓋文·胡德在2007年7月宣佈選定為本作導演，預定2008年發行。早先，《X戰警》和《X戰警2》導演布萊恩·辛格和《X戰警：最後戰役》導演布萊特·瑞納有意回鍋執導系列續集，其他導演亞歷山大·阿加和連恩·懷斯曼也充滿興趣，曾爭取拍攝的查克·史奈德最後也放下這部影片，轉而執導《守護者》。休·傑克曼在電影《黑幫暴徒》中看見類似羅根和要角之間的關係，非漫畫書迷的導演葛文·胡德解釋，他「意識到金鋼狼角色，事實上我認為他吸引人之處，在一些方面是那巨大謊言的人生，充滿很多他所厭惡或喜歡的人，並經常與他自己內心的純淨戰爭」。導演認為電影主旨集中於金鋼狼的內在衝突，著重在他的野性和人性之間掙扎。葛文·胡德喜愛前幾部電影，但下決心將本片打造一種不同的感受。二十世紀福斯10月宣佈2009年5月1日發行首映X戰警前傳。

### 拍攝
2007年末，初期在雪梨的福斯澳洲片廠拍攝，2008年1月18日在紐西蘭進行主要攝影，場景地點包括但尼丁。位於紐西蘭南島奧塔哥地區的皇后鎮當地勞工反對福斯在溜冰場囤積拍片用炸藥，於是下令搬移至另一區域，這些炸藥用來拍攝農場遭到飛彈發射爆破一幕，同時使用四架攝影機多角度同步拍攝。休·傑克曼與環保專家開會，拍攝過程盡量不破壞環境，達成協議才允許拍攝。
拍攝持續在福斯片廠和美國路易西安納州紐奧良進行。雪梨著名的風頭鸚鵡島作為史崔克上將的實驗工廠，那裡大量現成建築節省在製作特效方面的資金。電影製作預測將帶起雪梨六千萬美元的經濟。主要拍攝在5月23日前告一段落，第二單位在紐西蘭繼續攝製直到3月23日，預定跟隨第一單位持續攝製二個星期。

## 發行

### 特別事件
2009年4月初，網上驚現由內部泄漏出的《X戰警：金鋼狼》未完成完整版，除了故事相對比較完整外，但在特效方面可以看到仍然有未抹去的鋼絲以及一些未完成的特效。起初不少網友認為是愚人節禮物，但經證實消息電影皆為實在，並有高達十萬人以上下載，由於事件嚴重，美國方面出動了FBI調查事件。有認為是電影特效的製作公司洩漏出去。電影公司曾經為此擔心票房受到影響，但結果顯示事件並無影響到票房，甚至可能讓人更多的關注該影片。
未完成版及原版長度皆為107分鐘，但導演蓋文·胡德表示，正版暗藏兩段神祕結尾，而未完成版則沒有。

### 評價
電影收穫了影評人的普遍差評。根據爛蕃茄上收集的253篇專業影評文章，其中95篇給出了「新鮮」的正面評價，「新鮮度」為38%，平均得分5.1分（滿分10分），而基於另一影評網站Metacritic上的40篇評論文章，其中9篇予以好評，11篇差評，19篇褒貶不一，平均分為39（滿分100）。

### 票房
《X戰警：金鋼狼》於2009年4月29日於英國、丹麥、南非和澳大利亞發布；美國及加拿大則於5月1日上映。片商有在其官網舉行比賽，以決定4月27日全球首映的位置。最終，在亞利桑那坦佩市市場的哈金斯贏得比賽。但由於該國H1N1流感的爆發，墨西哥的發布被推遲到5月底。
雖然來自影評人的評論褒貶不一，但本片仍不失為一個票房上的成功。根據Box Office Mojo統計，《X戰警：金鋼狼》在美國及加拿大的票房約為179,883,157美元，其他地區收穫193,179,707美元，全球總計373,062,864美元。

## 備註
1. ↑  依照電影上映順序。
2. ↑  依照電影上映順序。

## 外部連結
- 官方网站（英文）
- 互联网电影数据库（IMDb）上《X戰警：金鋼狼》的资料（英文）
- AllMovie上《X戰警：金鋼狼》的资料（英文）
- 爛番茄上《X戰警：金鋼狼》的資料（英文）
- Metacritic上《X戰警：金鋼狼》的資料（英文）
- Box Office Mojo上《X戰警：金鋼狼》的資料（英文）
- 豆瓣电影上《X戰警：金鋼狼》的資料 （简体中文）
- 时光网上《X戰警：金鋼狼》的資料（简体中文）
- Yahoo奇摩電影上《X戰警：金鋼狼》的資料（繁體中文）
- 開眼電影網上《X戰警：金鋼狼》的資料（繁體中文）